# 霞ヶ浦忠男
霞ヶ浦 忠男（かすみがうら ただお、1902年4月23日 - 1945年）は、茨城県行方郡牛堀町（現・潮来市）出身で、出羽海部屋に所属した元大相撲力士。本名は今泉 忠。最高位は十両5枚目。

## 経歴
出羽ノ海部屋に入門し、1919年1月「諏訪錦」の四股名で序ノ口に就く。1929年1月、十両に昇進する。この場所と翌場所も2場所続けて負け越したため幕下に落ちた。1930年1月、再び十両に昇進して四股名を「霞ヶ浦」と改めた。5月に幕下に落ち、1931年1月に十両に復帰する。1932年1月、春秋園事件が起こり、霞ヶ浦は天竜三郎に従い、相撲協会を脱退した。その後、新興力士団、関西角力協会に所属し、同協会が1937年に解散した後も相撲協会に復帰しなかった。1945年死去。

## 改名
諏訪錦→霞ヶ浦